# Gorlaeus (gebouw)

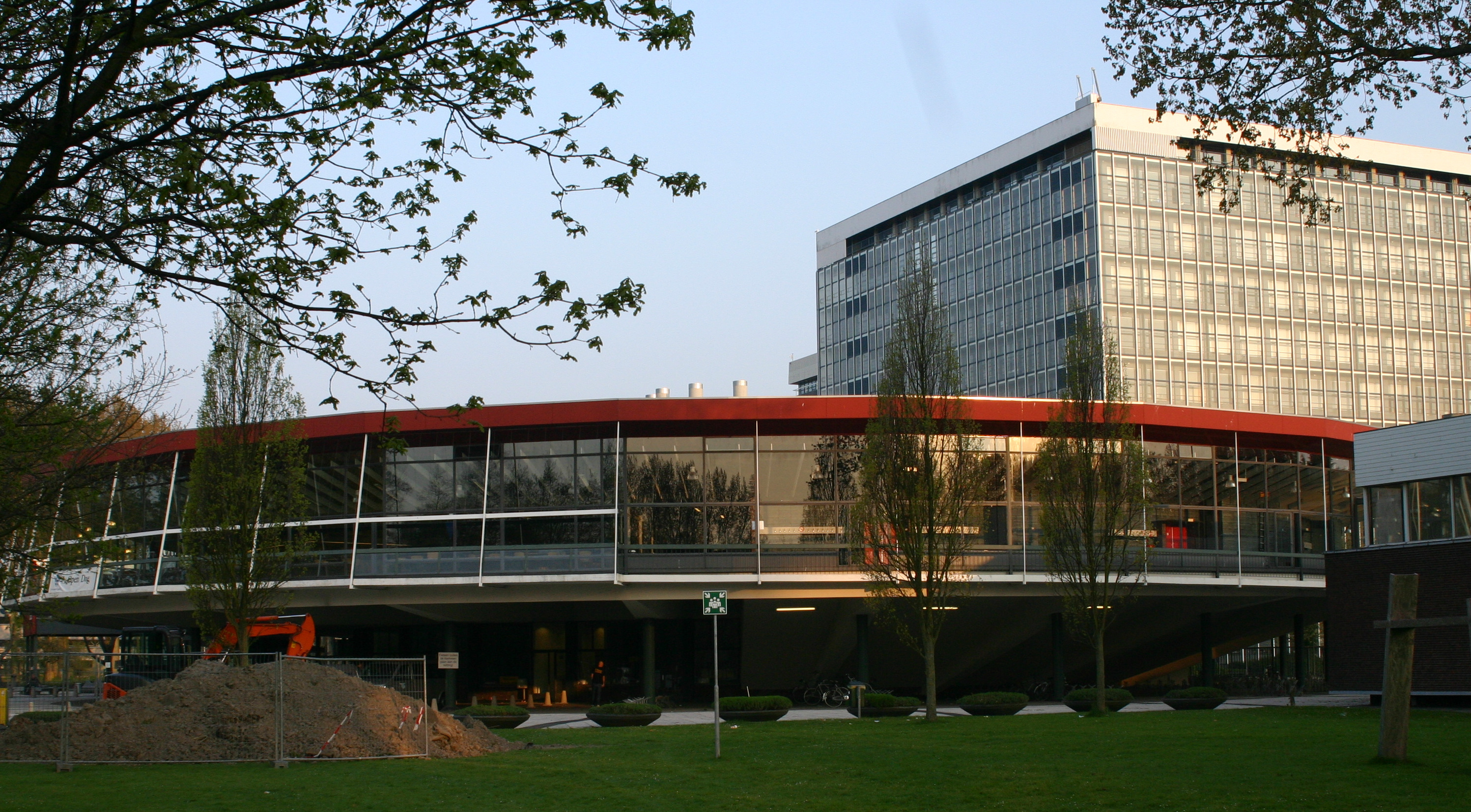
De Gorlaeus-laboratoria gezien vanuit het oosten. Op de achtergrond is de hoogbouw zichtbaar, op de voorgrond bevindt zich de "schotel" met daaronder de oude ingang.

De Gorlaeus-laboratoria in de Nederlandse stad Leiden zijn een complex van de Universiteit Leiden. Het gebouw bevindt zich in de wijk Leeuwenhoek, vlak bij het Huygens-laboratorium, het Snelliusgebouw en het Oortgebouw (waarin onder andere de Sterrewacht Leiden en het Kamerlingh Onnes Laboratorium zijn gevestigd). Samen huisvesten deze gebouwen een groot deel van de Faculteit der Wiskunde en Natuurwetenschappen. Het gebouw is vernoemd naar David van Goorle, ook bekend onder zijn verlatijnste naam Gorlaeus.
De Gorlaeus-laboratoria bestaan uit de zogenaamde "schotel", de hoogbouw, het practicumgebouw (LCP) en de laagbouw (gebouw LMUY). In de schotel van het Gorlaeus bevinden zich collegezalen, waaronder een van de grootste collegezalen van de universiteit (zaal 4/5), die plaats biedt aan 700 studenten. Hier wordt tevens regelmatig college gegeven aan studenten in de rechten en de psychologie, omdat deze colleges te groot zijn voor een zaal in hun eigen gebouwen. In het gebouw worden studenten Sterrenkunde (STK), scheikunde, Molecular Science & Technology (MST), Life Science & Technology (LST) en Bio-farmaceutische wetenschappen (BFW) onderwezen. Er wordt ook veel onderzoek verricht. 
Het complex is gebouwd tussen 1963 en 1971. Vanaf 2013 vond er een renovatie plaats waarbij delen van het gebouw gesloopt werden en er nieuwbouw werd gepleegd. In 2024 is de tweede fase hiervan afgerond met de opening van een nieuw gebouw, dat vast zit aan de 'schotel'. Naar verwachting is de volledige renovatie klaar in 2028.